# Турско-арменска война
Турско-арменската война е военен конфликт между Демократична република Армения (ДРА) и Турция, продължила от 24 септември до 2 декември 1920 г. Военните действия обхващат области от Турция и Северозападна Армения. През посочения период Турция е все още официалната Османска империя. Но войските, воювали с ДРА не са османската армия, а въоръжените националистически сили на бъдещата нова Турция на Кемал Ататюрк. Тя обаче е обявена през 1923 г. Казъм Карабекир е командир на тази националистическа армия и е пръв съратник на Ататюрк. Те са противници на Османското правителство на младотурците. В периода 1919-1922 г. на практика в страната съществува двувластие.

## Предистория
След приключването на Първата световна война Арменското националистическо движение обявява независимостта на Демократична република Армения. Товмас Назарбекиян, главнокомандващ Кавказкия фронт, бива назначен за първия ръководител на ДРА. Андраник Озанян е назначен за контролирането на администрацията от март до април 1918 г. По време на последните битки от Кавказкия фронт Армения среща съперник – Турция – и Озанян дава пълномощия на Драстамат Канаян да води арменците срещу турците.

## Последици
През ноември 1920 арменските войски са разбити при Ерзурум, Армения капитулира и подписва в Гюмри на 3 декември 1920 г. Александрополския мирен договор с Турция с който признава Севърския договор за анулиран и удовлетворява турските териториални претенции.